# アーネスト・プロクター
'アーネスト・プロクター（Ernest Procter ARA、1885年3月22日 - 1935年10月21日）は、イギリスの画家、イラストレーターである。 イングランドのコーンウォールの漁村、ニューリンで「ニューリン派」の画家、スタンホープ・フォーブス夫妻らが開いた美術学校で学んだ画家である。後にグラスゴー美術学校の教師にもなった。

## 略歴
イングランド北東部のタイン・アンド・ウィアのタインマウス(Tynemouth)で生まれた。父親のヘンリー・リチャードソン・プロクターは科学者でウェスト・ヨークシャーのリーズ大学の教授を務めた人物である.。クエーカー教徒であった父親と同じく、ヨークのクエーカー教徒の学校で学んだ後、「ニューリン派」と呼ばれる多くの画家たちが集まっていたコーンウォールのニューリンでスタンホープ・フォーブスとエリザベス・フォーブスが開いていた美術学校の生徒となった。優秀な学生として知られるようになり、フォーブス夫妻の助手を務めるようになり、学校の発行した出版物にも寄稿した 。フォーブス家で後に結婚することになるドリス・（ドッド）・ショー（1890-1972）と知り合った。
1910年と1911年にパリに滞在しアカデミー・コラロッシで学んだ。同時期にドッド・ショーも母親とパリにでてアカデミー・コラロッシで学んでいた。1912年にドリスとパリで結婚式を挙げた。第一次世界大戦が始まるが、プロクターは「良心的兵役拒否者」として、1918年までフランスに滞在し、クエーカー教徒によって組織された救護隊(Friends' Ambulance Unit)のメンバーとして働いた。
第一次世界大戦が終わると、ニューリンに戻り1920年に友人の画家ハロルド・ハーヴィー（Harold Harvey: 1874–1941）と、ニューリンに美術学校（Harvey-Procter School）を開いた。水彩や油彩での静物画や人物画、風景画を教えた。1919年から1920年に妻のドッド・プロクターとビルマのヤンゴンの宮殿（Kokine Palace）の装飾の仕事をした。
1932年にロイヤル・アカデミー・オブ・アーツの準会員に選ばれた。1934年にグラスゴー美術学校の工芸部門の部長(Director of Studies in Design and Craft)に任命されたが翌年タイン・アンド・ウィアのノース・シールズ(North Shields)で亡くなった。

## 作品

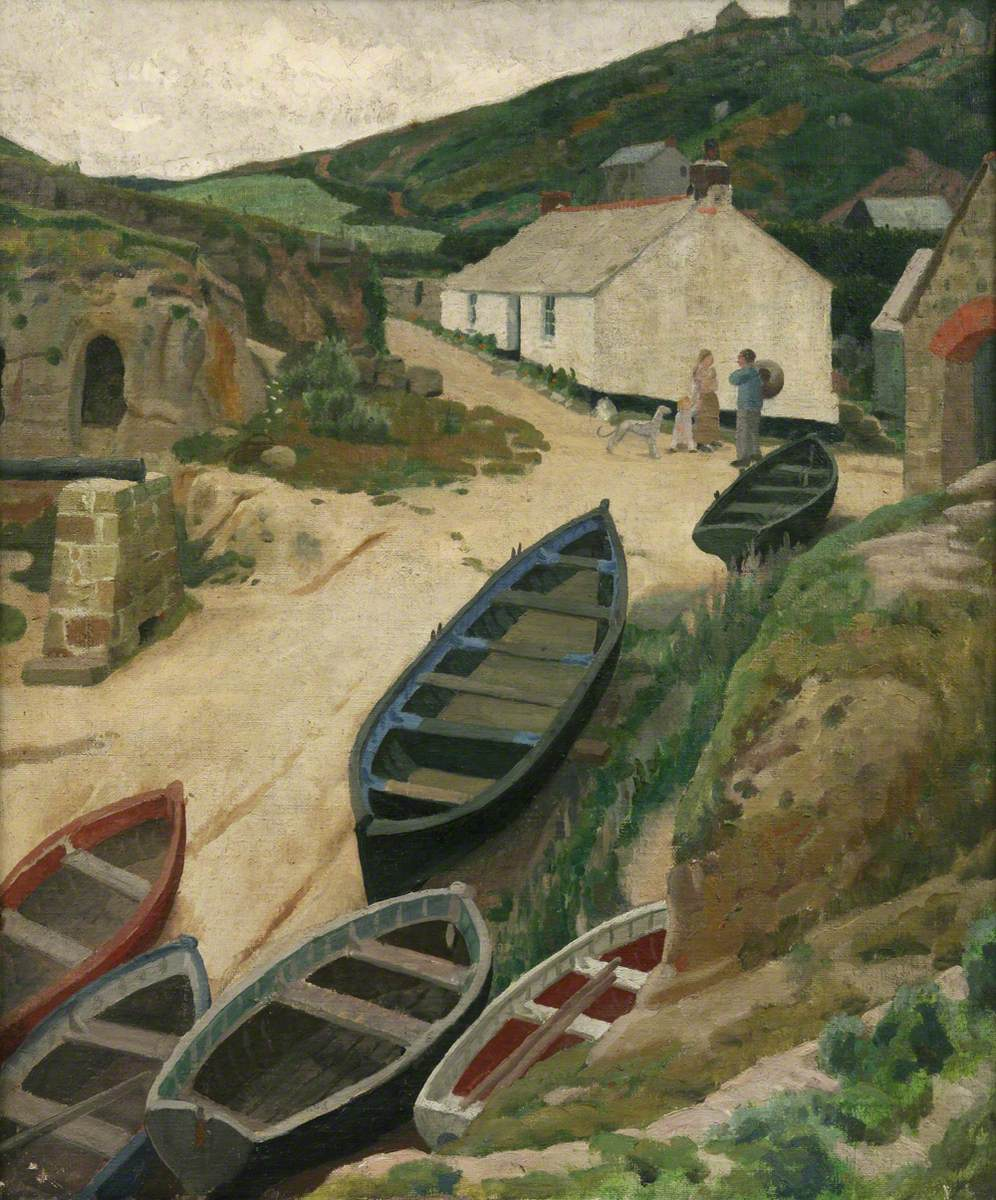
Porthgwarra(コーンウォールの海岸)
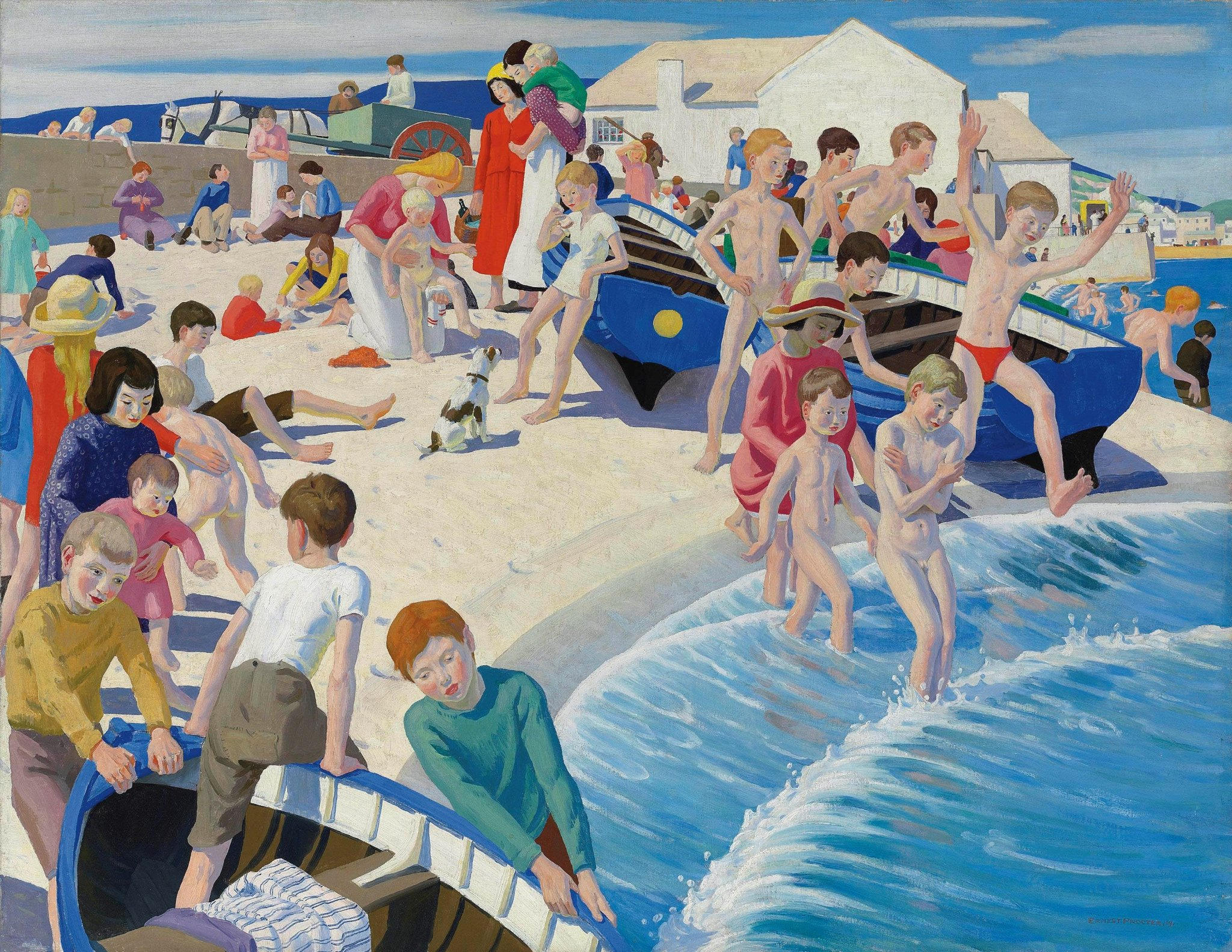
ニューリンの海岸　(1919)
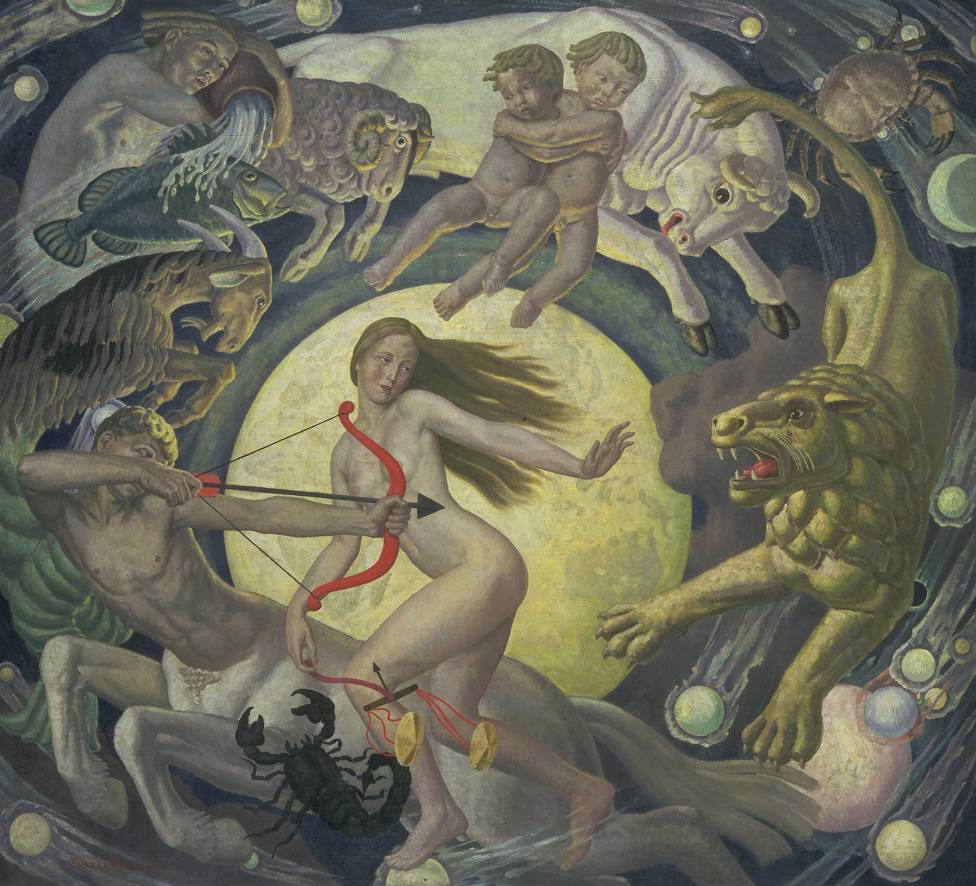
ゾディアック（黄道十二星座）
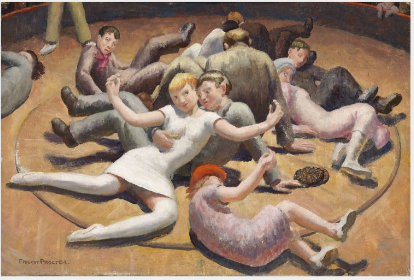
"The Devil's Disc"